# اليوم العالمي للبقول
اليوم العالمي للبقول هو يوم وضعته منظمة الأغذية والزراعة للأمم المتحدة للتعريف بأهمية البقول (الفاصولياء، العدس، البازلاء، الحمص، الترمس) كغذاء عالمي.

## حول
يحتفل بهذا اليوم في 10 فبراير من كل عام حيث تحدد في 20 ديسمبر 2018 وبدأ تنفيذه من عام 2019. يهدف التاريخ إلى لفت الانتباه إلى الأنشطة والمعلومات المرتبطة بقطاع البقول في جميع أنحاء العالم.